# Xestoblatta ecuadorana
Xestoblatta ecuadorana es una especie de cucaracha del género Xestoblatta, familia Ectobiidae.

## Distribución
Esta especie se encuentra en Ecuador y Bolivia.